# Cranachan

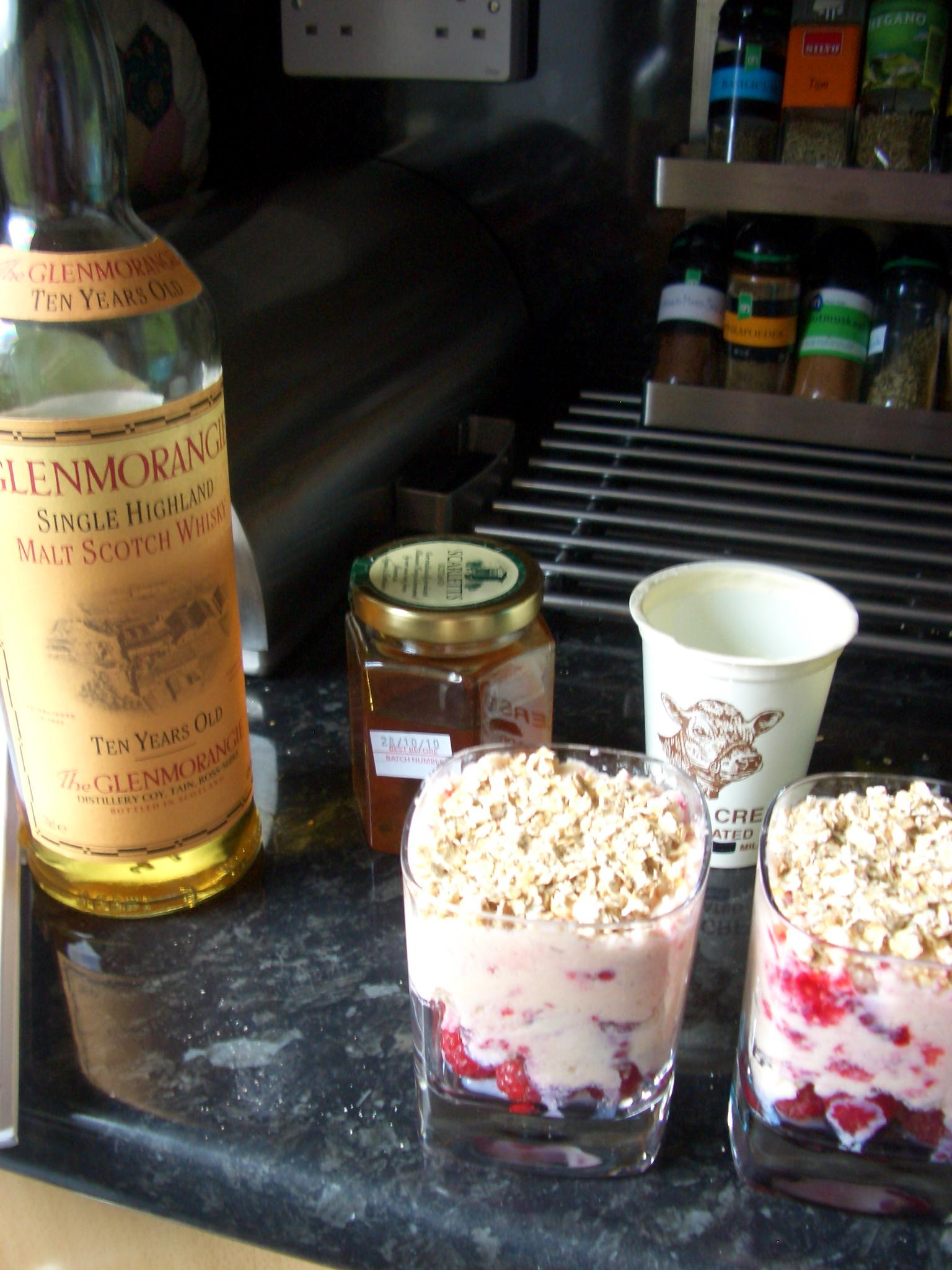
Postre cranachan, típico de Escocia elaborado con avena, crema, whisky, frambuesas y miel.

El cranachan (Scottish Gaelic: Crannachan) es un postre tradicional escocés. En tiempos modernos por lo general es una mezcla de crema batida, whisky, miel, y frambuesas frescas, con  avena tostada remojada por la noche en un poco de whisky. El atholl brose es una bebida que utiliza ingredientes similares pero que no contiene frambuesas. las recetas antiguas utilizaban queso crowdie en vez o junto con crema, y a veces se lo llamaba cream-crowdie. Otras recetas antiguas son más austeras, omitiendo el whisky y con la fruta considerada un extra opcional.
Una forma tradicional de servir el cranachan es traer a la mesa platos con los diversos ingredientes, de forma que cada persona pueda armar su postre de acuerdo a sus preferencias. Es común se sirva en vasos altos de postre.
Originalmente era un plato del verano, siendo consumido por lo general hacia la época de la cosecha, pero en la actualidad se lo sirve a lo largo de todo el año y en ocasiones especiales. Una variante del plato se denominaba ale-crowdie, con cerveza tipo ale, treacle (almíbar) y whisky con la avena - cuando se servía en un casamiento en la mezcla se escondía un anillo: aquel que tuviera el anillo en su porción sería el próximo en contraer matrimonio.

## Receta
Una receta tradicional del postre utiliza los siguientes ingredientes: un puñado grande de avena, una taza grande de crema doble, y dos cucharadas soperas de whisky. Se debe tostar la avena en una sartén sobre un fuego fuerte removiendo luego el polvillo de la misma. Luego se deja por la noche que la avena absorba el whisky y luego se le agrega a la crema batida, agregando un poquito más de whisky a la mezcla. Se colocan algunas frambuesas en el fondo del vaso en que se sirve el postre antes de agregar la mezcla con la crema.  Una opción es trozar algunas de las frambuesas y combinarlas con cuidado con la mezcla. Se puede ajustar la cantidad de whisky de acuerdo al gusto personal, pero es preferible que otorgue al postre un aroma sutil en vez de un aroma fuerte.